# Susan Wojcicki

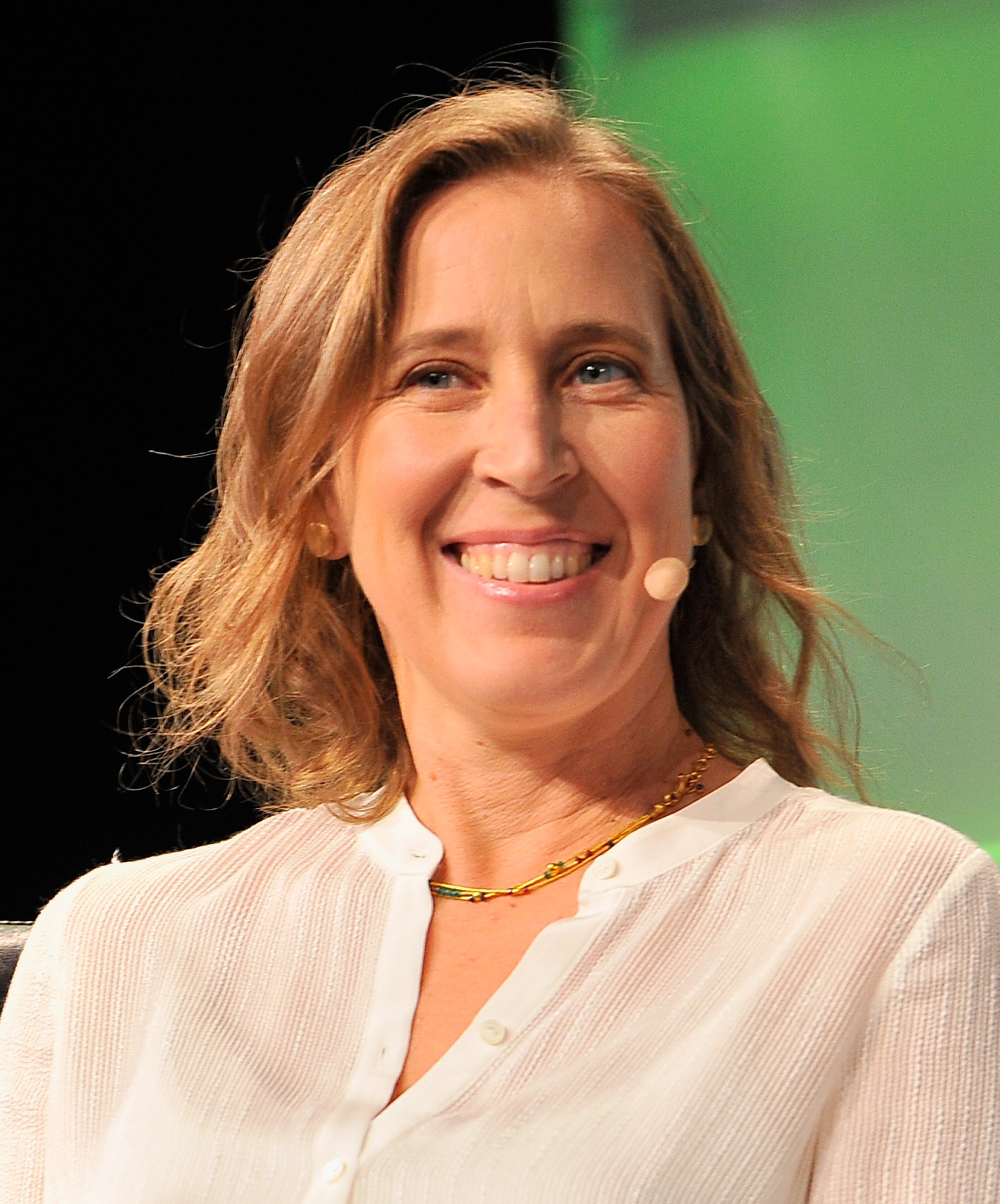
Susan Wojcicki (2016)

Susan Diane Wojcicki  (* 5. Juli 1968 im Santa Clara County, Kalifornien; † 9. August 2024) war eine US-amerikanisch-polnische Managerin. Sie war ab 1999 erste Marketingmanagerin von Google und von Februar 2014 bis Februar 2023 CEO von YouTube.

## Familie und Privates
Wojcickis Eltern kamen als jüdisch-russische Emigranten in die USA. Ihr Vater war der Physiker Stanley Wojcicki, ihre Mutter Esther Wojcicki, eine Journalistin und Pädagogin und die Vizepräsidentin von Creative Commons. Sie war die älteste von drei Schwestern. Ihre Schwester Janet ist Epidemiologin und forscht an einer Universitäts-Kinderklinik, die jüngste Schwester Anne ist Biotechnologin mit eigenem Unternehmen.
Wojcicki, die neben der US-amerikanischen auch die polnische Staatsangehörigkeit besaß, war ab August 1998 mit dem Google-Manager Dennis Troper verheiratet und hatte fünf Kinder, die Familie lebte im kalifornischen Los Altos. Sie besaß ein Vermögen von 800 Millionen Dollar.
Susan Wojcicki starb im August 2024 im Alter von 56 Jahren an den Folgen von Lungenkrebs.

## Ausbildung
Wojcicki studierte von 1986 bis 1990 Geschichte und Literatur an der Harvard University, wo sie ihren Bachelor abschloss. Daraufhin absolvierte sie von 1991 bis 1993 ein Masterstudium in Ökonomie an der University of California, Santa Cruz. An der Anderson School of Management der University of California, Los Angeles machte Wojcicki von 1996 bis 1998 den Master of Business Administration.

## Karriere
Googles erstes Büro befand sich in Wojcickis Garage in Menlo Park. Die Google-Gründer Larry Page und Sergey Brin, der von 2007 bis 2015 mit ihrer Schwester Anne verheiratet war, mieteten die Garage ab September 1998. Im selben Monat meldeten sie Google als Unternehmen an.
Im darauf folgenden Jahr wurde Wojcicki als 16. Mitarbeiterin und erste Marketingmanagerin des Unternehmens engagiert. Sie arbeitete an den ersten Marketingprogrammen und beteiligte sich an der Entwicklung der ersten Google Doodles.
Auf einer Idee Wojcickis basiert das erfolgreiche Werbeprogramm Google AdSense. Wojcicki hatte 2003 vorgeschlagen, nicht mehr nur Werbeplätze auf Googles Ergebnisseiten zu vermarkten, sondern das Werbeangebot auf das gesamte Internet zu erweitern. Anzeigen wurden an den Inhalt der werbenden Seiten angepasst und die Seiteninhaber wurden an den Einnahmen beteiligt. AdSense hatte im ersten Geschäftsquartal 2015 einen Anteil von 23 Prozent an Googles gesamten Werbeeinnahmen.
Wojcicki trat am 16. Februar 2023 aus gesundheitlichen Gründen zurück. Ihr Nachfolger wurde Chief Product Officer (CPO) Neal Mohan.

## Auszeichnungen
Wojcicki wurde in der „Adweek 50“-Liste im Jahr 2013 an erster Stelle geführt. Im Jahr 2015 wurde sie auf dem Rang 27 auf der „Vanity Fair’s New Establishment“-Liste geführt. Im Jahr 2017 wurde sie auf Rang 6 in der Forbes-Liste The World’s 100 Most Powerful Women geführt. Auf der Forbes-Liste America’s Self-Made Women wird sie 2019 auf Platz 42 geführt.
Am 30. Oktober 2019 spendete Wojcicki 200.000 US-Dollar an die von mehreren Youtubern ins Leben gerufene Spendenkampagne Team Trees, die Geld sammelt für das gemeinnützige Baumpflanzprojekt der Arbor Day Foundation. Am 6. November 2021 spendete sie 350.000 US-Dollar für die Nachfolge-Spendenkampagne Team Seas, diesmal für gemeinnützige Projekte, um die Weltmeere vom Plastikmüll zu befreien.
Des Weiteren spendete sie 500.000 US-Dollar an die gemeinnützige Gesundheitsorganisation Partners in Health, welche den Ausbau des Gesundheitssystems in Sierra Leone fördert.

## Sonstiges
Anlässlich des Internationalen Frauentages 2023 wurde Wojcicki – wie auch ihre Schwestern Anne und Janet – als eine von sieben weiblichen MINT-Führungskräften aus aller Welt mit einer nach ihrem Vorbild gestalteten Barbie-Puppe geehrt.